# Carabamba
Carabamba es una localidad peruana capital del Distrito de Carabamba de la Provincia de Julcán en el Departamento de La Libertad. Se ubica aproximadamente a unos 87 kilómetros al sureste de la ciudad de Trujillo.